# 橋本車両基地
橋本車両基地（はしもとしゃりょうきち）は、福岡市西区橋本二丁目34番1号にある福岡市交通局の車両基地である。
七隈線の全車両が所属する。橋本駅から約200 m東側に位置する。　

## 概要
新しい車両基地として以下のことをコンセプトにした。
- 安全・あかるい・きれい
- 有害なものは出さない
- 省エネルギー
- 自動化・省力化でコストミニマム

### データ
- 敷地面積：79,000 m2[1]
- 建築延床面積：25,800 m2[1]
- 検修能力[1]
  - 列車検査：3 - 4編成 / 日[5]
  - 月検査：6 - 7編成 / 月[5]
  - 重要部・全般検査：4 - 5編成 / 年[5]

## 構内施設
検修庫は6両編成に対応している。敷地は南北方向に約700 mの長さがある。
車庫内は室見川寄り（東側）から。
- 試運転線 1線
- 留置線 11線（4両編成を縦列留置可能[6]）
- 車輪転削線 1線（車輪削正装置あり[5]）

検修庫（建屋内）
- 洗浄線 2線
- 列車検査線 2線（車両洗浄装置（薬洗）1台あり）
- 月検査線 1線
- 気吹線 1線[7]
- 整備線 1線[8]
- 工場線 1線を配置する。

車庫内の南側には
- 入出庫線 2線（橋本駅に繋がる）
- 引上線 1線（車両洗浄装置（水洗）1台あり）
  - 入出庫線から車庫内へは直接入出庫できず、引上線で折り返してから入出庫する
- モーターカー車庫（保線機械車庫）
- 入換機車庫
  - 列車検査線・月検査線はピット構造のため、リアクションプレートが設置できず、車両が自力走行できない[6]。このため、軌陸式の入換機を配備する[6]

工場内（工場線）は（東側、北側から）車体塗装場、車体修繕場、輪軸修繕場、LIM（リニアモータ）修繕場、台車修繕場、車体部品修繕場、その他部品修繕場、空調機修繕場、空制部品修繕場から構成される。

## 所属車両
- 3000系 = 4両 x 17編成（68両）
- 3000A系 = 4両 x 4編成（16両）